# Startovací komplex 39
Startovací komplex 39 (anglicky Launch Complex 39, zkratka LC-39) je rozsáhlý soubor oblastí pro start kosmických raket, který se nachází v Kennedyho vesmírném středisku na mysu Canaveral na Floridě ve Spojených státech amerických. Původně byl komplex vystavěn pro program Apollo, ale byl použit také později pro program Space Shuttle a je využíván i nadále.
Startovací komplex 39 se skládá z vícero oblastní – odpalovacích ramp LC-39A, LC-39B a LC-39C, Vehicle Assembly Building (VAB), Crawlerway, cestu kterou používají pásové transportéry k přenášení mobilních odpalovacích platforem mezi VAB a rampami, Orbiter Processing Facility, Launch Control Center, které obsahuje hlavní místnosti pro odpal a kontroly raket a zpravodajské místo pro novináře s hodinami s odpočtem pro další vzlet.
NASA začala upravovat startovací komplex 39B v roce 2007, aby vyhovoval již ukončenému programu Constellation, a následně byl upraven, aby z 39B mohly být odpalovány rakety probíhajícího programu Artemis. Rampa s označením 39C, která měla být podle návrhů kopií rampy 39A a 39B, původně plánovaná pro program Apollo, nebyla nikdy postavena. Menší rampa, také označená jako 39C, byla zkonstruována v první polovině roku 2015, aby pojala lehké nosné rakety, přičemž je součástí rampy 39B. Rampu 39A si od roku 2014 pronajímá spločnost SpaceX, přičemž ji upravila pro podporu startů raket Falcon 9 a Falcon Heavy.

## Historie

### Apollo a Skylab
V roce 1961 prezident John F. Kennedy navrhl Kongresu, aby dokázala Amerika přistát s lidskou posádkou na Měsíci do konce desetiletí. Souhlas Kongresu vedl ke spuštění programu Apollo, který vyžadoval masivní rozšíření agentury NASA, a to včetně rozšíření startovacích míst. NASA zahájila akvizici pozemků v roce 1962 a získala díky tomu 340 kilometrů čtverečních půdy přímým nákupem a následným vyjednáváním se státem Florida dalších 230 kilometrů čtverečních. 1. července 1962 byla tato půda oficiálně pojmenována Launch Operations Center.

#### Původní rozložení ramp
V roce 1961 disponovala NASA odpalovací rampou CCAFS – startovacím komplexem 37. Navrhovaný startovací komplex 38 byl vyčleněn pro budoucí rozšíření programu Atlas-Centaur, ale nakonec nebyl nikdy postaven. Nový komplex byl tak označen jako Launch Complex 39 – startovací komplex 39.
O způsobu dosažení Měsíce ještě nebylo rozhodnuto. Dvě hlavní alternativy byly přímý vzlet – odpálena by byla jedna obrovská raketa třídy Nova a vybudování nové, silné rampy nebo dva a více odpalů z oběžné dráze Země, kam by se astronauti dostali pomocí menších raket a pomocí dalších by také odletěli na Měsíc. NASA tak neustále navrhovala nové designy raket, zatímco jejich nově získaná bývalá armádní skupina v Huntsville, ve státě Alabama, navrhla sérii menších raket Saturn. To však komplikovalo konstrukci odpalovacího komplexu, protože by musel obsahovat dvě odlišné rampy pro různé rakety. Tak vypadali také prvotní návrhy z roku 1961, kde se nacházeli dva odpalovací komplexy. První byl série tří ramp pro Saturn podél Playalinda Beach a na jihu byla podobná sada tří ramp pro rakety Nova.
Konečné rozhodnutí rozhodlo, že se dají pryč odpalovací rampy Nova a tři rampy určené pro rakety Saturn budou přesunuty. Nejjižnější rampa Saturnu byla v současnosti u rampy 39A, zatímco nejsevernější se nacházela za současnou hranicí startovacího komplexu LC-39. Rampy byly původně tři a byly pojmenovány od severu k jihu – rampa A až rampa C. Rampy byly rovněž rovnoměrně rozmístěny 2,7 km od sebe, aby se zabránilo vzájemnému poškození v případě exploze rampě.
V březnu 1963 však byly schváleny plány postavit pouze dvě ze tří ramp, přičemž ta nejsevernější, tehdy rampa A, byla vyhrazena pro budoucí expanzi. Pojmenování ramp se tak proto změnilo – rampy B a C by byly postaveny jako B a A a původní rampa A, pokud by byla postavena, by nesla písmeno C. Plány však také zahrnovali i místo pro případné další dvě rampy – D a E. Rampa D by byla postaven přímo na západ od rampy C a rampa E by pokračovala v řadě ramp podél pobřeží, severně od rampy C poblíž Playalinda Beach, čímž by se mezi rampami C, D a E vytvořil trojúhelník.

#### Budova VAB

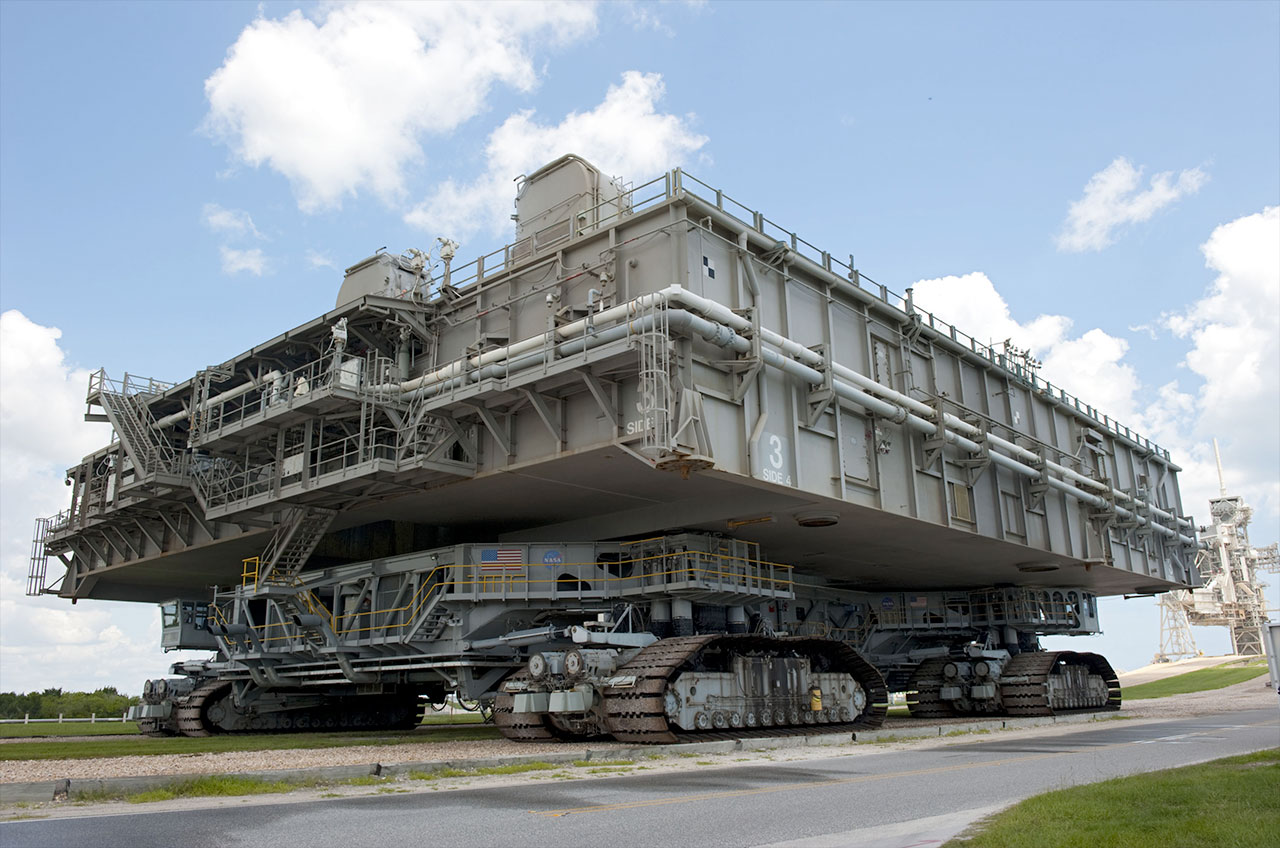
Crawler odjíždějící z rampy 39A

Pár měsíců před prvním startem byly všechny tři stupně nosné rakety Saturn V a součásti kosmické lodi Apollo převezeny do budovy Vehicle Assembly Building, zkráceně VAB, a sestaveny v jedné ze čtyř věží na třech pojízdných odpalovacích zařízení. Každé odpalovací zařízení se skládalo z dvoupatrové odpalovací plošiny o rozměrech 49 krát 41 m se čtyřmi přidržovacími rameny a 136 m odpalovací věže zakončené jeřábem, sloužícímu ke zvednutí kosmické lodi do polohy pro její montáž na nosnou raketu. Hlavní věž obsahovala dva výtahy a devět ramen, které byly nataženy k raketě, aby umožnily přístup ke každému ze tří stupňů a kosmické lodi.

#### Doprava na rampu
Oficiálně Missile Crawler Transporter Facilities, jinak Crawler-Transporter jsou 2 720t pásová vozidla schopená udržet vesmírnou raketu i její odpalovací platformu v rovině a zároveň překonat jak cestu, tak i 5% sklon cesty k rampě. Rychlost naloženého Crawleru je 1 míle za hodinu (zhruba 1,6 km/h) a cesta byla dlouhá 3–4 míle.

#### Mobilní servisní věž, deflektor plamene, tankování
Poté, co byla odpalovací platforma umístěna na rampu, pásový Crawler dovezl 125 m vysokou a 4 760t mobilní servisní věž. Ta umožňovala technikům přístup k raketě pro provedení kontrol a pro zapojení tankovacích hadic. Servisní věž tak obsahovala tři výtahy, dvě samohybné plošiny a tři pevné plošiny, přičemž před každým startem byla zaparkována o 2,1 km dál.
Každý deflektor měřil 12 m na výšku, 15 m na šířku a 23 m na délku a vážil 635 tun. Během startu usměrňoval plameny z motorů nosné rakety do příkopu o rozměrech 13 m na hloubku, 18 m na šířku a 137 m na délku.
Velké nádrže umístěné poblíž ramp skladovaly kapalný vodík (LOH) a kapalný kyslík (LOX) pro druhý a třetí stupeň Saturnu V. Jelikož jsou obě látky velmi výbušné, uskladnění vyžadovalo četná bezpečnostní opatření. Nádrže byly umístěny daleko ramp, přičemž každá rampa měla vlastní nádrže, které s ostatními nebyly nijak spojené.

#### Řízení startu

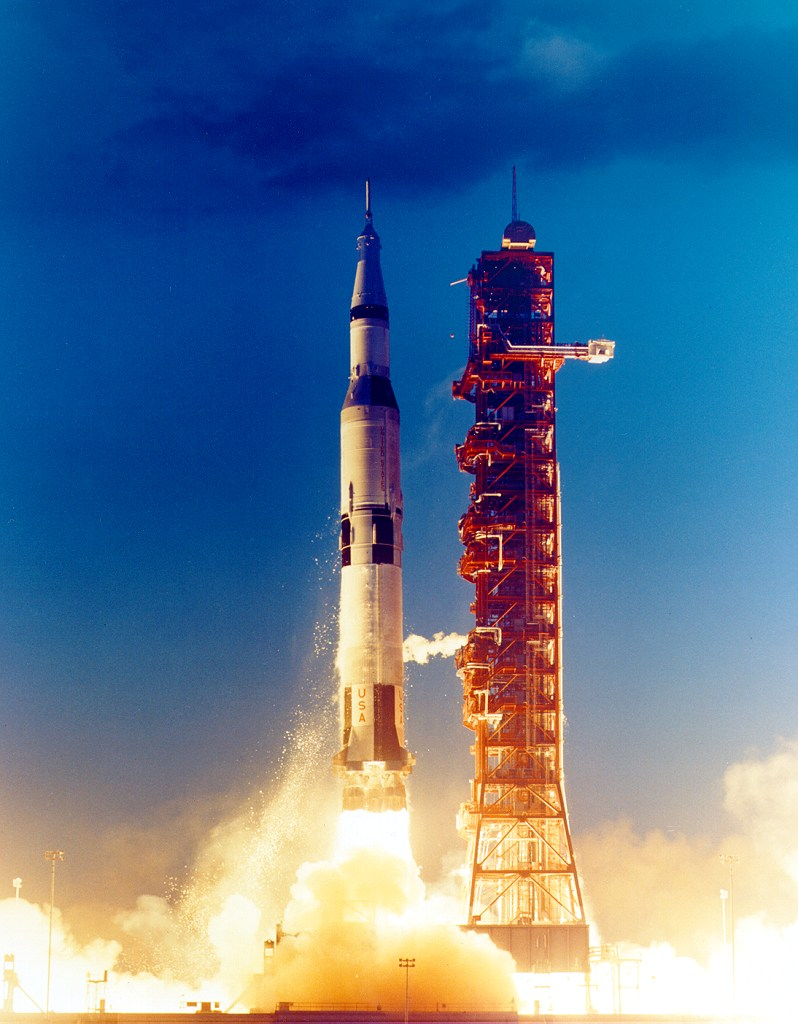
První start rakety Saturn V z rampy 39A

Čtyřpatrové centrum vzletů – Launch Control Center (LCC) – bylo kvůli bezpečnosti umístěno 5,6 km od nejbližší rampy A, vedle budovy VAB. Třetí patro obsahovalo čtyři palebné místnosti, každá se 470 sadami řídicích a monitorovacích zařízení. V druhém patře se nacházela telemetrie, sledování, vybavení a výpočetní zařízení pro data. LCC bylo připojeno k mobilním odpalovacím platformám pomocí tehdy vysokorychlostního datového spojení, přičemž během start snímalo kolem 62 uzavřených televizních kamer.

#### Systémy pro evakuace
Každá rampa měla 61m evakuační trubici vedoucí z rampy do bunkru 12 m pod zemí, vybaveného zásobami pro přežití pro 20 osob na 24 hodin. Dále se u rakety nacházelo sedm košů zavěšených na sedmi drátech, které se táhly od pevné servisní věže 370 metrů na západ. Každý koš mohl pojmout až tři osoby, přičemž se dané osoby klouzali v koši po drátech až na konec, kde byly koše zbrzděny a osoby mohli vystoupit.

#### Starty Apolla a misí Skylab
První start ze startovacího komplexu 39 byl v roce 1967 s prvním startem Saturnu V z rampy 39A, který vynesla nepilotovanou vesmírnou loď Apollo 4. Druhý start bez posádky v roce 1968, Apollo 6, také vzlétlo z rampy 39A. S výjimkou Apolla 10, které jediné použilo rampu 39B, všechny starty Apolla se Saturnem V s posádkou, počínaje Apollem 8, používaly rampu 39A.
Pro Apollo bylo vypuštěno celkem třináct raket Saturn V a v roce 1973 se uskutečnil první start vesmírné stanice Skylab. Mobilní odpalovací zařízení pak byla upravena pro kratší rakety Saturn IB přidáním prodlužovací platformy na odpalovací podstavec. Ty byly použity pro tři lety Skylab s posádkou a testovací projekt Apollo-Sojuz, všechny z rampy 39B. Po startu Skylabu v roce 1974 byla rampa 39A přepracovaná pro program Space Shuttle.

### Space Shuttle

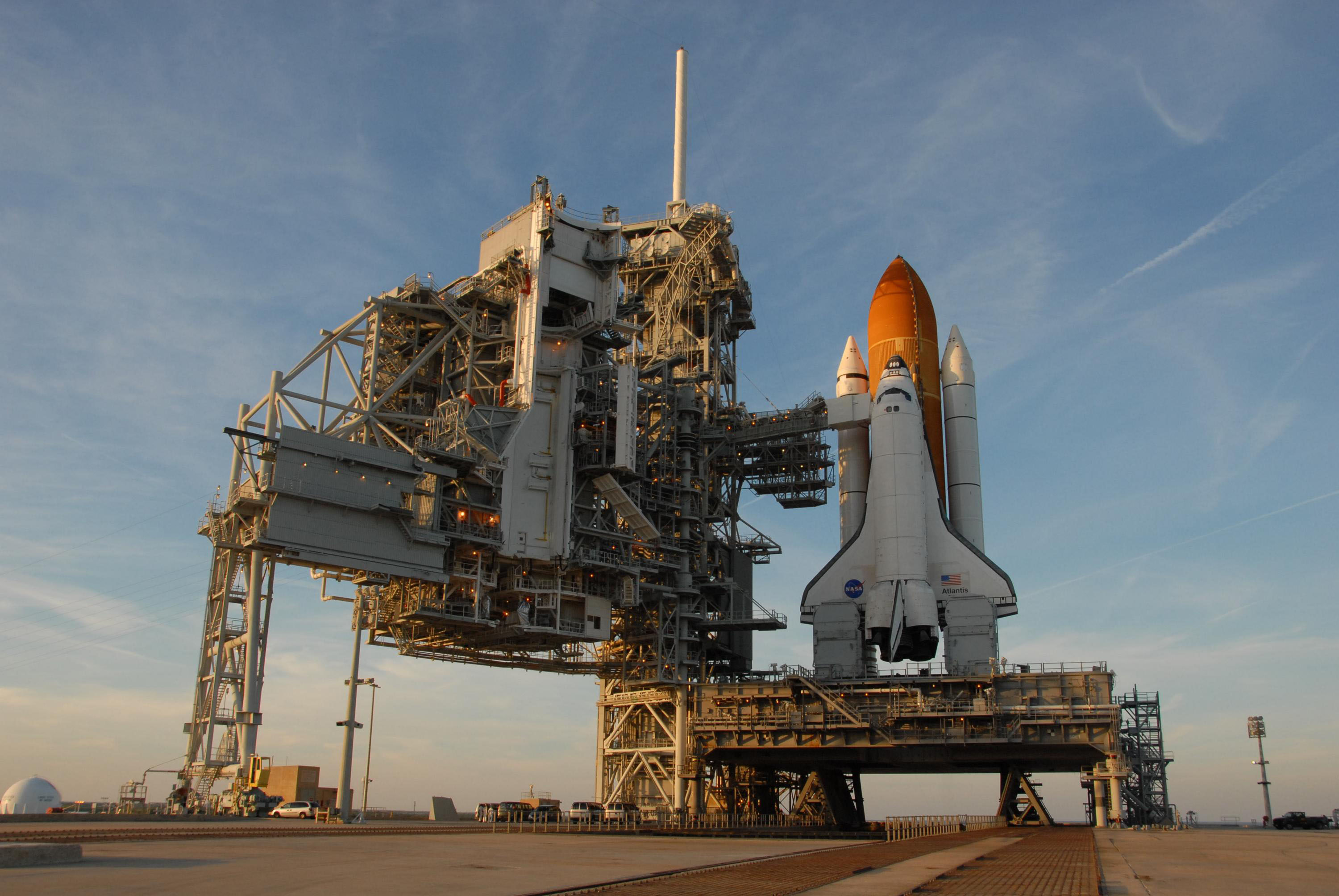
Raketoplán Atlantis na startovacím komplexu 39A.

První použití rampy pro raketoplán bylo v roce 1979, kdy byl raketoplán Enterprise použit ke kontrole zařízení před prvním operačním startem. Kvůli požadavku, aby raketoplán dosáhl oběžné dráhy, musel mít dostatečný tah pro překonání zemské gravitace. Tah byl dosahován kombinací pomocných raketových motorů na pevné palivo – Solid Rocket Boosters (SRB), a hlavními motory raketoplánu Space Shuttle – Space Shuttle Main Engine (SSME). Několik měsíců před startem se do montážní haly VAB přivezly 3 hlavní součásti a byly umístěny na pojízdou startovací plošinu a raketoplán čekal v zařízení Orbiter Processing Facility (OPF). Po převezení Crawlerem se na startovací rampě spustila odpalovací plošina na několik podstavců, přičemž Crawler odjede do bezpečné vzdálenosti na parkoviště.

#### Servisní věže a ramena
Na každé rampě se nacházel dvoudílný servisní systém – první díl byla pevná servisní věž, z níž se dostávalo k raketoplánu přes servisní rameno a druhým dílem byla rotační, mobilní, servisní věž. Na servisní věži se také nacházelo rameno připojené k potrubí s vodíkem a kyslíkem, spojené s pozemními nádržemi a s odvzdušňovacím potrubím odpalovací rampy. To poskytovalo podporu pro potrubí a kabely, které přenášely tekutiny, plyny a elektřinu mezi věží a raketoplánem. Během plnění externí nádrže byl plyn vypouštěn z pozemní nádrže na vodík přes potrubí do spalovací komory. Celý systém však musel být přepracován poté, co mise STS-127 vytvořil lehké poškození a hrozil únik látky. Celý potrubní systém byl při všech startech po uvolnění od raketoplánu kropen vodou ze systému potlačení zvuku, aby se zabránilo jeho vzplanutí.

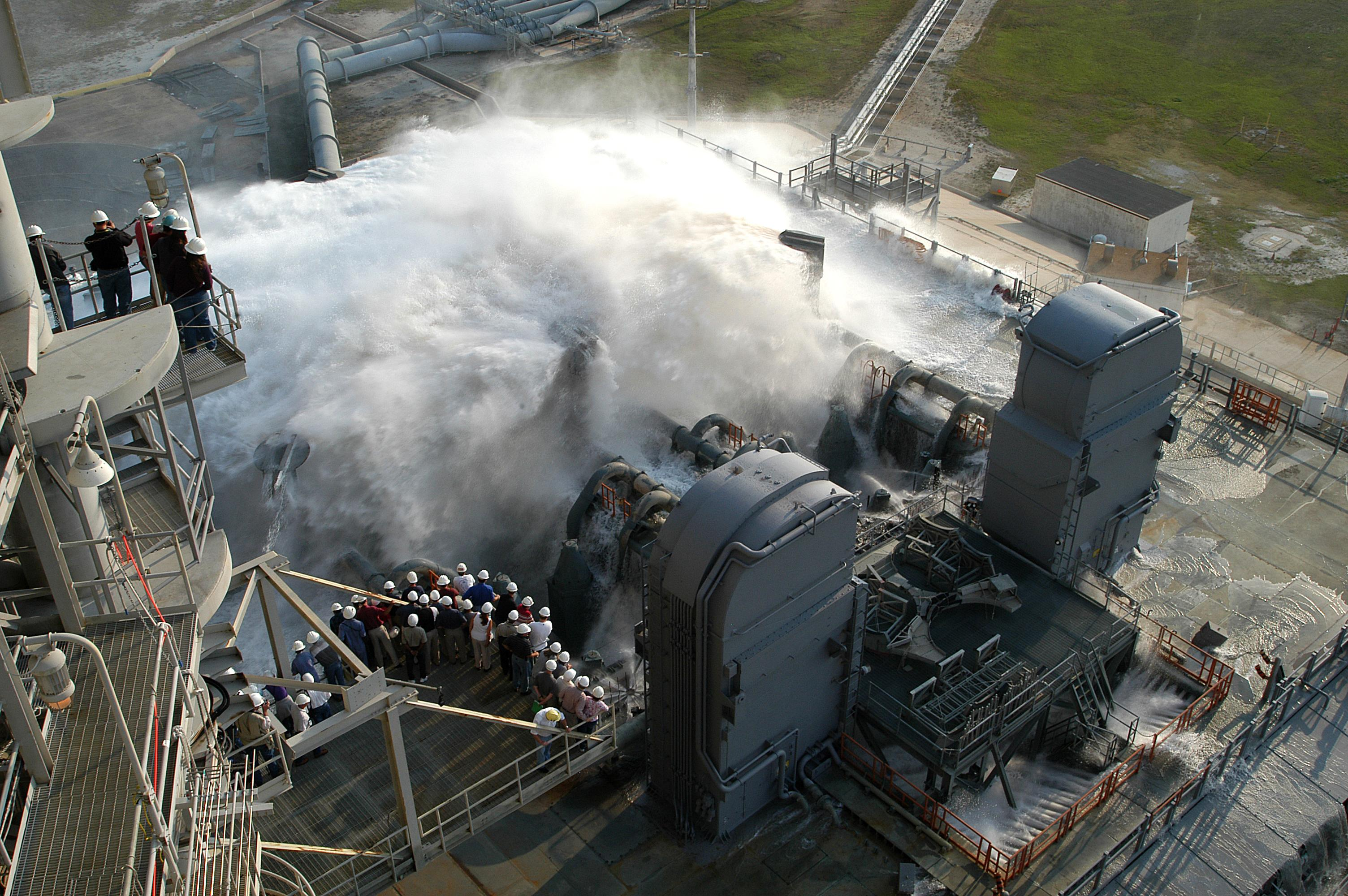
Test systému potlačení zvuku na rampě LC-39A v únoru 2009.

#### Systém potlačení zvuku
Sound Suppression Water System – systém potlačení zvuku používající vodu – sloužil k ochraně raketoplánu a jeho nákladu před účinky intenzivních zvukových vln, vzniklých během startu, z motorů. Ve vyvýšené, 88m, nádrži poblíž každé rampy se uchovával 1 100 000 litrů vody, která byla vypuštěna na mobilní odpalovací platformu pomocí šestnácti rozprašovačů těsně před zážehem motoru, přičemž celá nádrž se vyprázdnila za 49 sekund. Později byl systém vyměněn pro potřeby rakety SLS v programu Artemis.

#### Systémy evakuace
Pokud by bylo potřeba rampu urychleně evakuovat, nacházely se na ní záchranné koše, nouzový výtah pro rychlou evakuaci osob do bezpečí, který dokázal sjet na povrch až s rychlostí 96 km/h a podzemní bunkr z dob programů Apollo a Skylab. Je to koš na laně, který klesá pod strmým úhlem pryč od místa startu. K dispozici byla také upravená obrněného vozidla M113, která by posádku odvezla k heliportu umístěnému několik stovek stop od rampy.

#### Starty raketoplánů
Starty raketoplánů začaly první startem mise STS-1, s raketoplánem Columbia, v roce 1981 z rampy LC-39A. Rampa LC-39B byla udržována jako záložní pro případ zničení rampy 39A. Prvním letem raketoplánu, který ji použil, byl STS-51-L, raketoplán Challenger, který se ale během mise rozpadl.
Z rampy 39A tak vzlétla většina misí až do vyřazení flotily raketoplánů v červenci 2011, kdy jej naposledy použil raketoplán Atlantis.

### Program Constellation

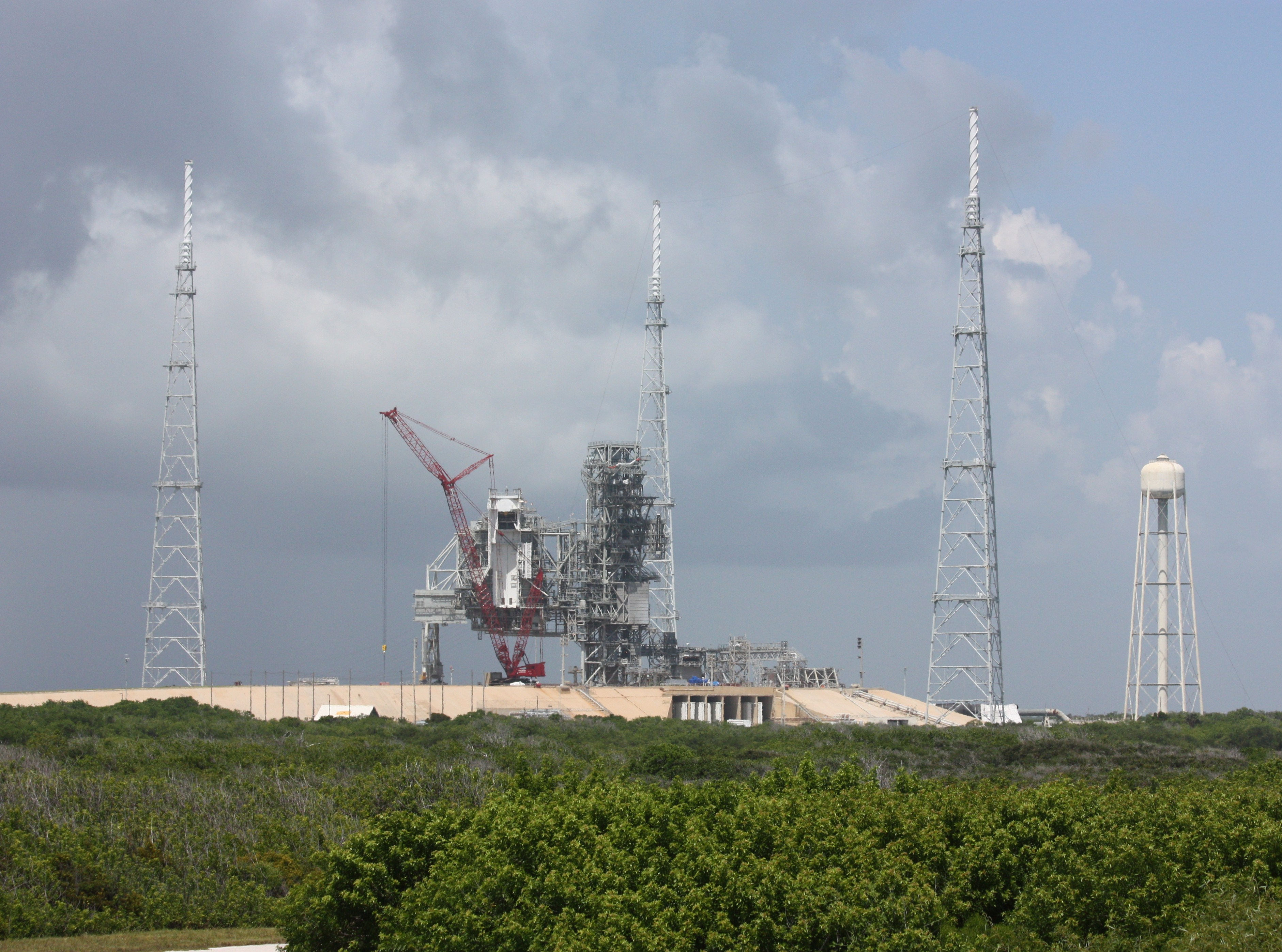
Probíhající přestavba rampy LC-39B v srpnu 2009

Aby byl dodržen časový plán startů raketoplánů a aby mohly začít testy nové rakety Ares I, ukončila NASA 1. ledna 2007 funkci startovací rampy LC-39B, na které se uskutečnil poslední noční start mise STS-116 9. prosince 2006. Po přebudování rampy využívané pro start raketoplánů na rampu přizpůsobenou programu Constellation se rampa udržovala v záloze pro nadcházející misi STS-125 k Hubbleovu vesmírnému dalekohledu. Hlavní období obnovy však mělo nastat až po misi STS-125. Během této fáze měla být konstrukce otočné servisní věže odstraněna a mobilní odpalovací plošina měla být použitá pro start letu Ares I. Nová věž, měla mít jen dvě pohyblivé ruce – jednu pro posádku a jednu pro servisní modul Orion.
Tak jako prvních 24 letů raketoplánů, tak i poslední operace raketoplánů byly realizovány z rampy LC-39A. Po ukončení programu Space Shuttle měla být rampa deaktivována. I z této rampy měla být odstraněna nepohyblivá a otočná servisní věž. Důvodem byla potřeba uvolnění prostoru pro ESAS. LC-39A měla být primárně použitá jako startovací rampa pro raketu Ares V. Přestože měla být rampa primárně použita právě pro lety rakety Ares V, LC-39A měla umožnit i starty Ares I v případě poškození LC-39B.
Program Constellation byl ale k roku 2011 zrušen, s ním i rakety Ares I a Ares V a některé úpravy ramp 39A a 39B.

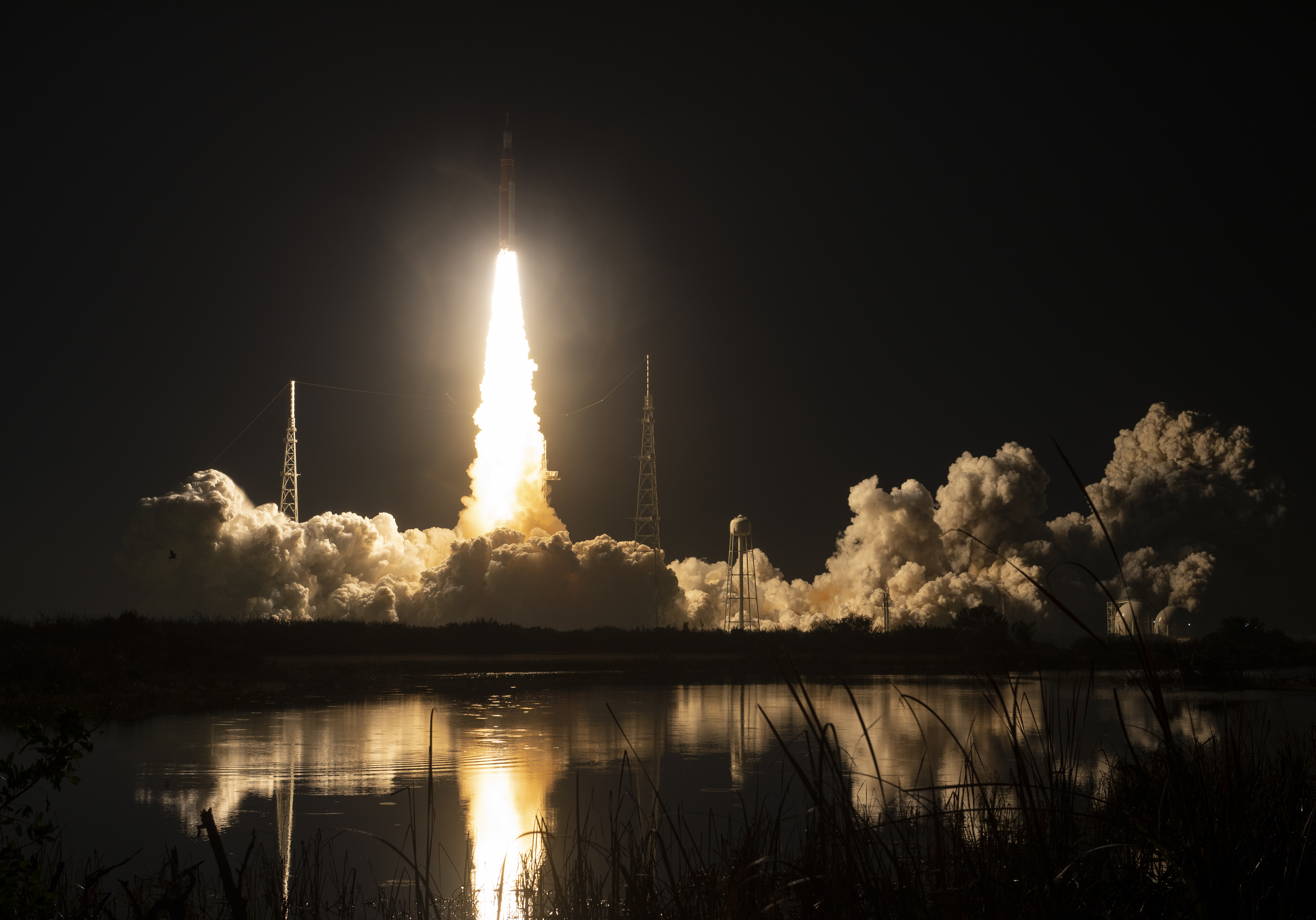
Vzlet rakety SLS vrámci mise Artemis I z rampy LC-39B.

### Program Artemis
Pro potřeby programu Artemis byla rampa LC-39B přestavěna pro vzlety nosné rakety Space Launch System. Pro tyto potřeby byl také upraven a přestavěn systém potlačení zvuku, nově pod označením IOP/SS (Ignition Overpressure and Sound Suppression System) a byl zrekonstruován příkop pro odvod spalin.
16. listopadu 2022 v 6 hodin ránu, 47 minut a 44 sekund UTC byla ze startovacího 39B odpálena první nosná raketa SLS – 1 Block SLS – jako součást mise Artemis I. Naplánovány jsou také další vzlety programu Artemis – Artemis II až Artemis VI, přičemž by všechny měly vzlétat z rampy 39B.

## Současné využití

### LC-39A

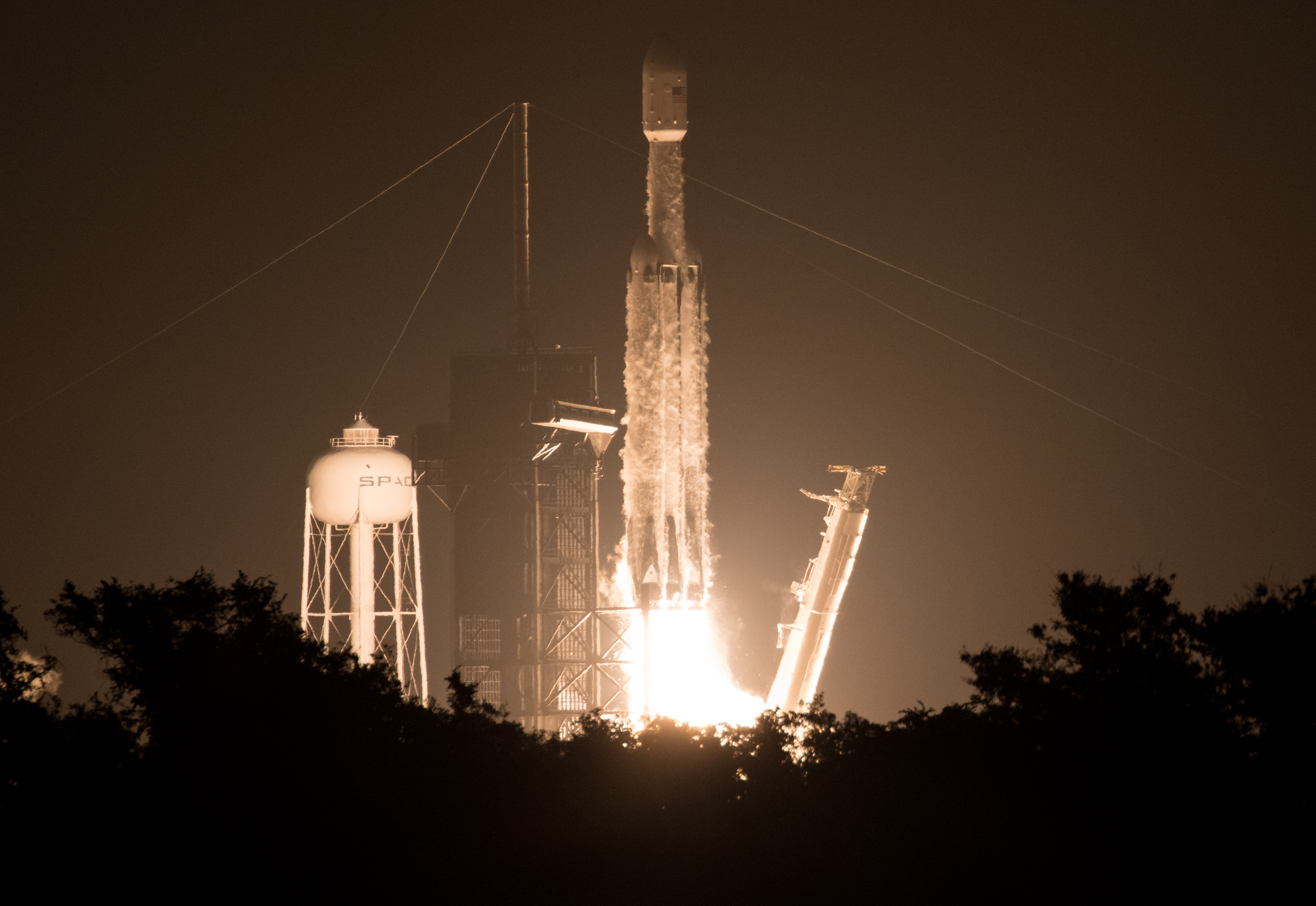
Vzlet Falconu Heavy v červnu 2019 z rampy LC-39A

Po ukončení letů raketoplánu převzala rampu společnost SpaceX, která začala s její přestavbou pro starty raket Falcon 9 a Falcon Heavy. Součástí přestavby je i postupná demontáž otočné obslužné konstrukce RSS pro raketoplány. Po nehodě Falconu 9 na sousední rampě LC-40 byla přestavba urychlena a první start Falconu 9 byl 19. února 2017 v 14:39 GMT. Falcon při svém prvním letu z LC-39A vynesl zásobovací loď Dragon k ISS. Po dokončení oprav LC-40 je většina startů se satelity prováděna z LC-40. LC-39A je využívána pro starty s nákladními loděmi Dragon a v druhé polovině roku 2017 byla rampa LC-39A upravena i pro starty Falconu Heavy, který odtud na svůj první let odstartoval 6. února 2018. V roce 2018 zintenzivnili přípravy rampy na starty pilotovaných misí Crew Dragonu, přičemž v srpnu 2018 byla nainstalována nástupní lávka pro astronauty a v září byly na své místo namontovány záchranné koše.

### LC-39B
Od roku 2022 používá NASA startovací komplex 39B pro rakety Space Launch System, nosnou raketou používanou v programu Artemis. První let SLS v rámci mise Artemis I byl proveden 16. listopadu 2022. Rampa 39B měla být také pronajata společností Northrop Grumman, jako startovací místo pro jejich nosnou raketu OmegA, ale plány byly zrušeny.

### LC-39C
Startovací komplex 39C je nová rampa pro lehké nosné rakety. Byla postaven v roce 2015 jako součást startovacího komplexu 39B, přičemž slouží jako víceúčelová rampa pro komerční firmy, kterým umožňuje testovat rakety a lehké nosné rakety. Díky výstavbě je tak pro menší společnosti dostupnější proniknout na trh.

#### Specifikace
Stavba rampy začala v lednu 2015 a byla dokončena v červnu 2015. Ředitel Kennedyho vesmírného střediska Robert Cabana, zástupci programu GSDO a ředitelství pro plánování a rozvoj (CPD) oslavili dokončení rampy přestřižením pásky 17. července 2015.
Betonová rampa měří zhruba 15 m na šířku a 30 m na délku, přičemž je schopná unést až rakety s LEO 60 000 kg. Nachází se zde také univerzální systém pro pohonné hmoty, který poskytuje kapalný kyslík a kapalný methan pro různé lehké rakety.

## Galerie
- Pohled na celý startovací komplex 39, dole VAB, vpravo nahoře LC-39A a nalevo LC-39B
- Startovací komplex 39A s raketoplánem Enterprise
- LC-39B při přípravě na program Artemis
- Raketoplány Atlantis a Endeavour na rampách LC-39A a LC-39B
- SLS Block 1 při převozu na rampu
- Raketa Artemis I na rampě LC-39B